# 이건우 (1952년)
이건우(李健雨, 1952년~2008년 8월 5일)는 대한민국의 민주화 운동가이다.

## 생애
충청남도 예산군 본적의 일본 효고현 산다시 출신인 재일 한국인 2세이다.
그는 재외국민에게도 선거권을 부여할 수 있도록 대한민국 정부를 상대로 외국 거주 한국인에 대한 참정권 부여운동을 펼쳐왔으며, 헌법재판소는 2007년 6월에 재외국민에게 참정권을 부여하지 않는 현행 법은 위헌이라고 결정했다.